# Gopherus
Gopherus é um gênero de tartarugas fossoriais. É agrupada com tartarugas terrestres com origem há 60 milhões de anos, na América do Norte. Um estudo genético mostrou que seus parentes mais próximos estão no gênero asiático Manouria. Vivem no sul dos Estados Unidos, desde o Deserto de Mojave, na Califórnia, até a Flórida, e em partes do norte do México. São assim nomeadas por causa de sua capacidade de cavar grandes e profundas tocas; podem ter de até 12 metros de comprimento e 3 metros de profundidade. Essas tocas são usadas por uma variedade de outras espécies, incluindo mamíferos, outros répteis, anfíbios e pássaros. Essas tartarugas têm de 20 a 50 centímetros de comprimento, dependendo da espécie.

## Espécies
- Gopherus agassizii (Cooper, 1863)
- Gopherus berlandieri (Agassiz, 1857)
- Gopherus evgoodei Edwards et al., 2016
- Gopherus flavomarginatus Legler, 1959
- Gopherus morafkai Murphy et al., 2011
- Gopherus polyphemus (Daudin, 1802)